# Коробейникова, Полина Александровна
Коробейникова Полина Александровна (12 апреля 1996 года, Москва, Россия) — российская фигуристка, выступавшая в одиночном катании. Мастер спорта России международного класса по фигурному катанию.

## Карьера
Тренируется у Виктории Волчковой.
Дебютировала на международном уровне в сезоне 2011/2012, на этапе Гран-при среди юниоров в Брисбене. В юниорском Финале Гран-при в Квебеке выиграла бронзовую медаль.
На национальном первенстве 2012 заняла 7-е место, но была делегирована на чемпионат Европы, т.к. четыре фигуристки занявшие места выше неё не могли принять в нём участие из-за возрастных ограничений. На чемпионате Европы 2012 года стала четвёртой с результатом 164.13 балла, при этом чисто исполнив в произвольной программе семь тройных прыжков, в том числе каскад тройной флип - тройной тулуп.
Затем последовал спад. Она даже не сумела отобраться на чемпионат России 2014 года, где была запасной. Также неудача её постигла на чемпионате России 2015 года, где она оказалась последней.

## Программы
| Сезоны    | Короткая программа                                              | Произвольная программа                  |
| --------- | --------------------------------------------------------------- | --------------------------------------- |
| 2012—2013 | Саундтрек к фильму «Ромео и Джульетта» Нино Рота                | «Лебединое озеро» Пётр Ильич Чайковский |
| 2011—2012 | Русский танец из балета «Лебединое озеро» Пётр Ильич Чайковский | Otonal Рауль ди Бласио                  |
| 2010–2011 |                                                                 |                                         |

## Спортивные достижения
| Соревнования                            | 2008–2009 | 2009–2010 | 2010–2011 | 2011–2012 | 2012–2013 | 2014–2015 |
| --------------------------------------- | --------- | --------- | --------- | --------- | --------- | --------- |
| Чемпионаты мира                         |           |           |           | 19        |           |           |
| Чемпионаты Европы                       |           |           |           | 4         |           |           |
| Чемпионаты России                       |           |           | 10        | 7         | 10        | 18        |
| Этапы Гран-при: Trophée Bompard         |           |           |           |           | 6         |           |
| Этапы Гран-при: Rostelecom Cup          |           |           |           |           | 7         |           |
| International Cup of Nice               |           |           |           |           | 1         |           |
| Первенство России среди юниоров         | 17        | 10        | 11        |           |           |           |
| Финалы Гран-при среди юниоров           |           |           |           | 3         |           |           |
| Этапы Гран-при среди юниоров, Румыния   |           |           |           | 2         |           |           |
| Этапы Гран-при среди юниоров, Австралия |           |           |           | 4         |           |           |